# Nidema
Nidema  (лат.) — род многолетних травянистых растений подтрибы Laeliinae трибы Epidendreae, подсемейства Эпидендровые, семейства Орхидные. Эпифиты.
Аббревиатура родового названия — Nid.

## Виды
Список видов по данным The Plant List:
- Nidema boothii (Lindl.) Schltr.
- Nidema ottonis (Rchb.f.) Britton & Millsp.